# Bastida d'Oleta
La Bastida d'Oleta és una antiga fortificació medieval tardana de la comuna d'Oleta i Èvol, a la comarca del Conflent, de la Catalunya del Nord. Fou el segon castell seu del Vescomtat d'Èvol, substituint el Castell d'Èvol. Es començà a construir vers el 1340.
Les seves ruïnes són a llevant del poble d'Oleta, a l'extrem oriental del terme d'Oleta i Èvol, al costat de llevant del veïnat de la Bastida d'Oleta.
Del 1344 data la primera documentació de la fortificació: Bastida nova juxtum locum de Oleta, que és esmentada el 1450 com a la Bastida del vescomte d'Èvol. Fou feta bastir pel vescomte Joan de So per tal de tancar el pas per la Via Confluentana, el camí del Conflent a la Cerdanya. La Bastida d'Oleta sofrí danys molt greus el 1654, a la Guerra dels Segadors, i fou quasi del tot enderrocada pel seu propietari el 1820.